# DigiCert
DigiCert公司是一家私人持股，总部于美国，基于X.509的SSL数字证书认证机构（CA）。作为一个可信第三方，DigiCert为网页浏览器核验网站所有方的身份。
作为CA/浏览器论坛（设立公共信任数字证书行业标准的组织）的创始成员，DigiCert促进了扩展验证证书（EV）的发展。DigiCert也与微软合作开发和促进SSL中的主题备用名称，用于在Microsoft Exchange Server中使用。
DigiCert是最大的不直接颁发域名验证（DV）SSL证书的公共CA。它主要销售组织验证（OV）和扩展验证（EV）的SSL证书。
DigiCert公司与马来西亚的证书颁发机构Digicert Sdn. Bhd没有任何关系，该机构使用弱密钥颁发证书，因而其信任已被众网页浏览器撤销。

## 历史
DigiCert由Ken Bretschneider成立于2003年。他在2012年被评选进入安永企业家奖年度决赛。他担任董事会的首席执行官和董事长，直至2012年离开到People Water并由Nicholas Hales代替。DigiCert目前由私募股权公司Thoma Bravo持有多数股权，TA Associates持有少数股权。Thoma Bravo于2015年8月28日收购了DigiCert的多数股权，这是迄今为止总部位于犹他州的最大的公司投资之一，他称“DigiCert是一个代表市场领导者的杰出的投资机会，以其一贯的创新和一流的客户服务闻名。”
2017年8月2日，DigiCert以9.5亿美元现金和DigiCert业务的30%股权收购赛门铁克安全认证业务(CA)。